# 嘉義舊監獄
23°29′10″N 120°27′32.5″E / 23.48611°N 120.459028°E
嘉義舊監獄位於臺灣嘉義市東區，是臺灣唯一完整保存的日治時期刑務所建築。該監獄始建於日治時期1919年，於1920年3月竣工，1922年啟用。
嘉義舊監獄於2005年5月26日公告為國定古蹟，該建築從2009年12月28日開始為期600天的修復工程，並在2011年9月完工開放參觀。此外，這棟建築在2001年的歷史建築百景徵選活動中獲得第59名。

## 沿革

### 日治時期
明治28年（1895年）日人領臺之初以軍政治理，於11月制訂《臺灣監獄令》共四條及《監獄假規則》共二十條，開始於臺灣地區各地興建監獄的事務，其中便在嘉義縣城內提標巷內整修一處民家，作為拘禁罪犯之所使用，當時稱之為「嘉義監獄署」，後在明治33年（1900年）發布《總督府監獄官制》後，總督府開始於臺北、臺中與臺南興建三座主監獄設施，並成立宜蘭支監，與新竹嘉義兩出張所。
嘉義支所的興建工程約於大正8年（1919年）展開，選定於山下町七番地內建造，在大正10年（1921年）3月10日進行棟扎儀式後，最終在大正11年（1922年），嘉義出張所升格為「臺南刑務所嘉義支所」，其設施也正式竣工。
然而在昭和二年（1927年）、昭和五年（1930年），臺南新營附近一帶曾發生三次劇烈強震，加上昭和六年（1931年）發生的八掌溪中流地震，使得嘉義支所內的廳舍遭受嚴重災害，後在監獄的修護工程中，將外牆從南北六十六間延長為十間，同時也將遭受毀壞的大門進行重建，改建為現代建築造型、因此比例與材料上與竣工時古典樣式的大門不同，但依然使用著原表門的門窗原件。

### 戰後時期
第二次世界大戰後，國民政府接收嘉義支所的建築，並於民國36年（1947年）4月1日改稱為「臺灣嘉義監獄」，並在民國42年（1953年）依法務部指示，將臺灣嘉義地方法院看守所與劃分獨立，將監獄與看守所的界限及區域分割，並移轉部分監獄所有權、房舍及工具給看守所，嘉義地方法院看守所後於民國44年（1955年）竣工，形成今日舊監獄分界的風貌，此後在1960至1980年代間，嘉義舊監獄曾進行小規模建物之增建工程。
1990年代，由於舊監獄房舍的設備破舊不堪，無法滿足現代關押及行刑的要求與數量，於是在1994年3月時，將嘉義監獄移到嘉義縣鹿草鄉，原建物改設「臺灣嘉義監獄嘉義分監」，收容部分受刑人以維護建築。

### 當代
自1996年起，由於嘉義市都市更新之議題，引發市府官員要拆除嘉義舊監的聲浪，後再文史民間團體以及嘉義市政府的保存推動下，最終在2002年8月16日，嘉義舊監獄經嘉義市政府公告為市定古蹟，而後為繼續爭取升等，並於2003年7月著手進行古蹟調查研究、修護研究之計畫，並在2005年5月26日由中華民國內政部公告為國定古蹟。而從2009年12月28日開始進行該建築的整修工作，2011年完工後作為供民眾參觀獄政展覽使用。
2021年1月26日，嘉義舊監獄連同歷史建築嘉義第二司法新村、嘉義舊監獄演武場與一旁監獄人員宿舍群，登錄為文化資產聚落建築群「嘉義舊監獄暨宿舍群」。目前正執行全區先期規劃及因應計畫期末階段。

## 建築設計

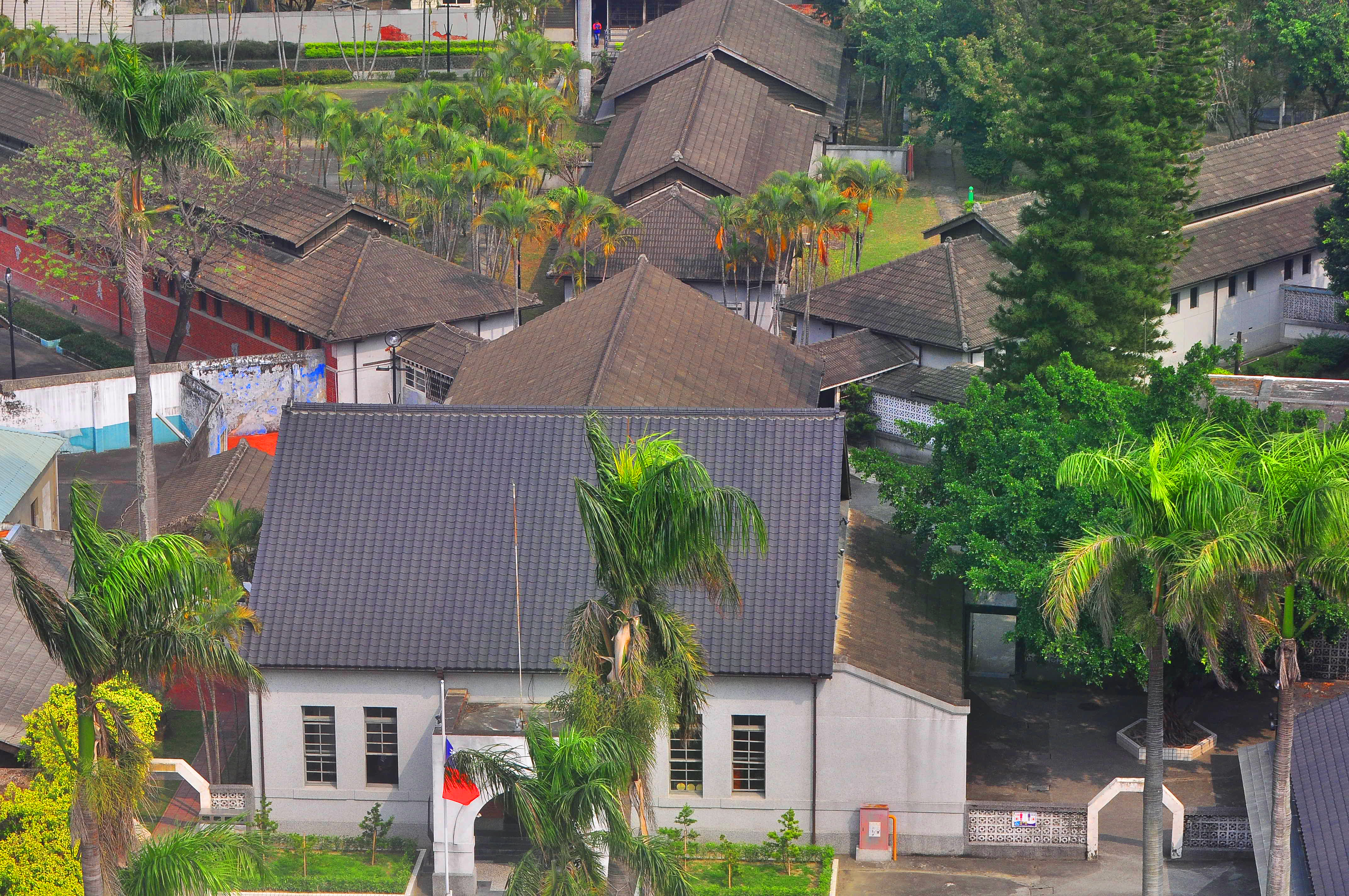
俯瞰嘉義舊監獄
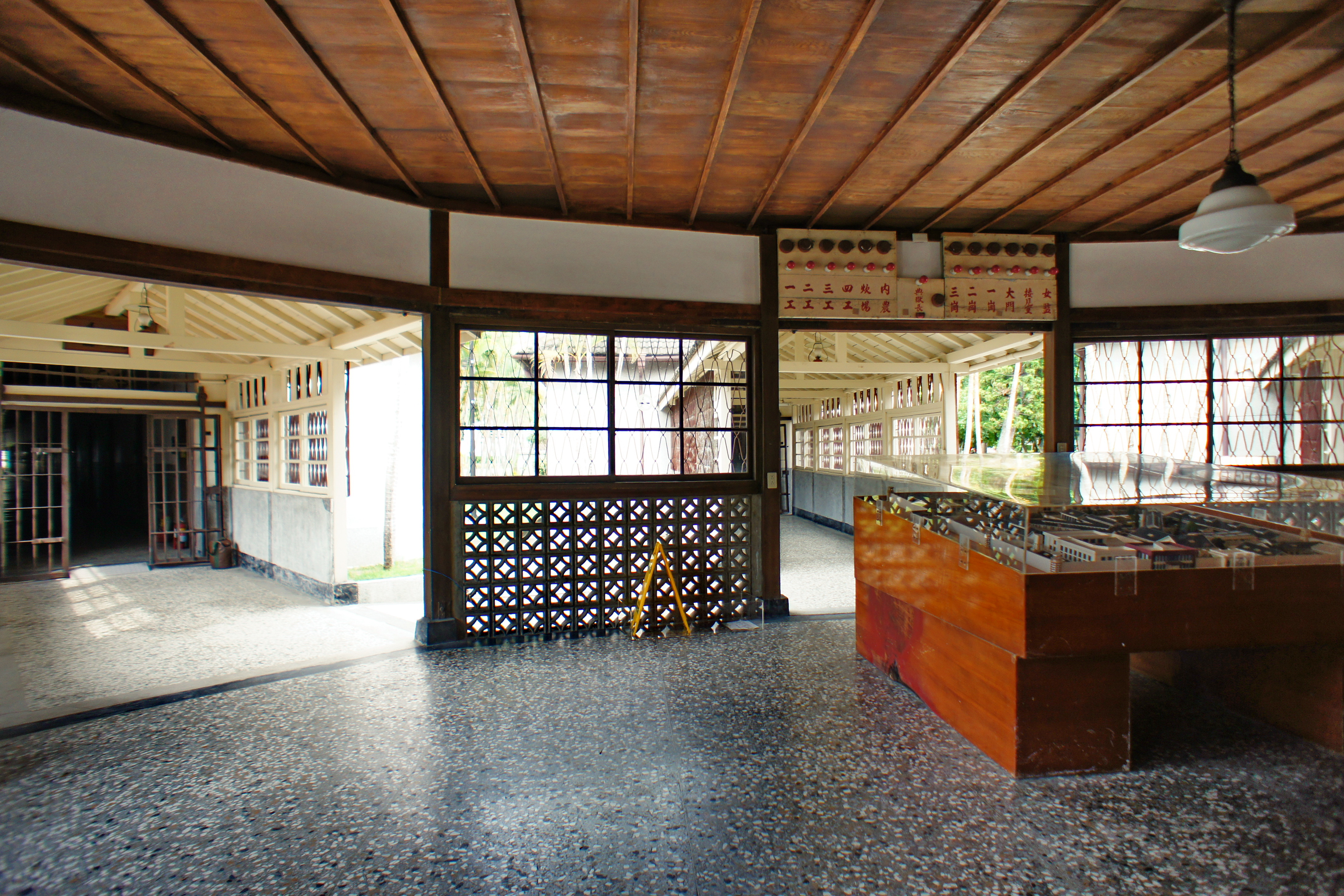
嘉義舊監獄的中央台
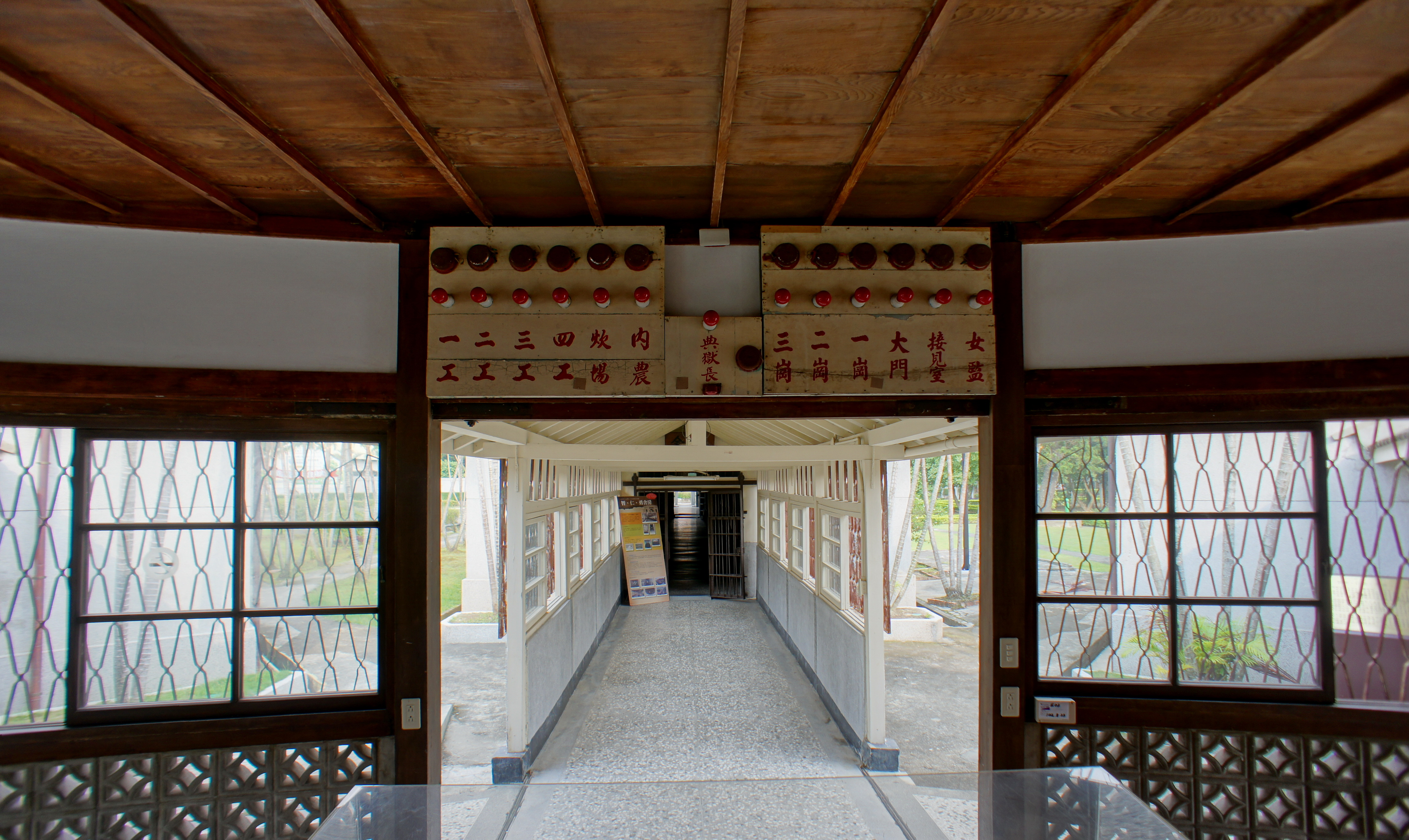
中央台走向囚室之通道
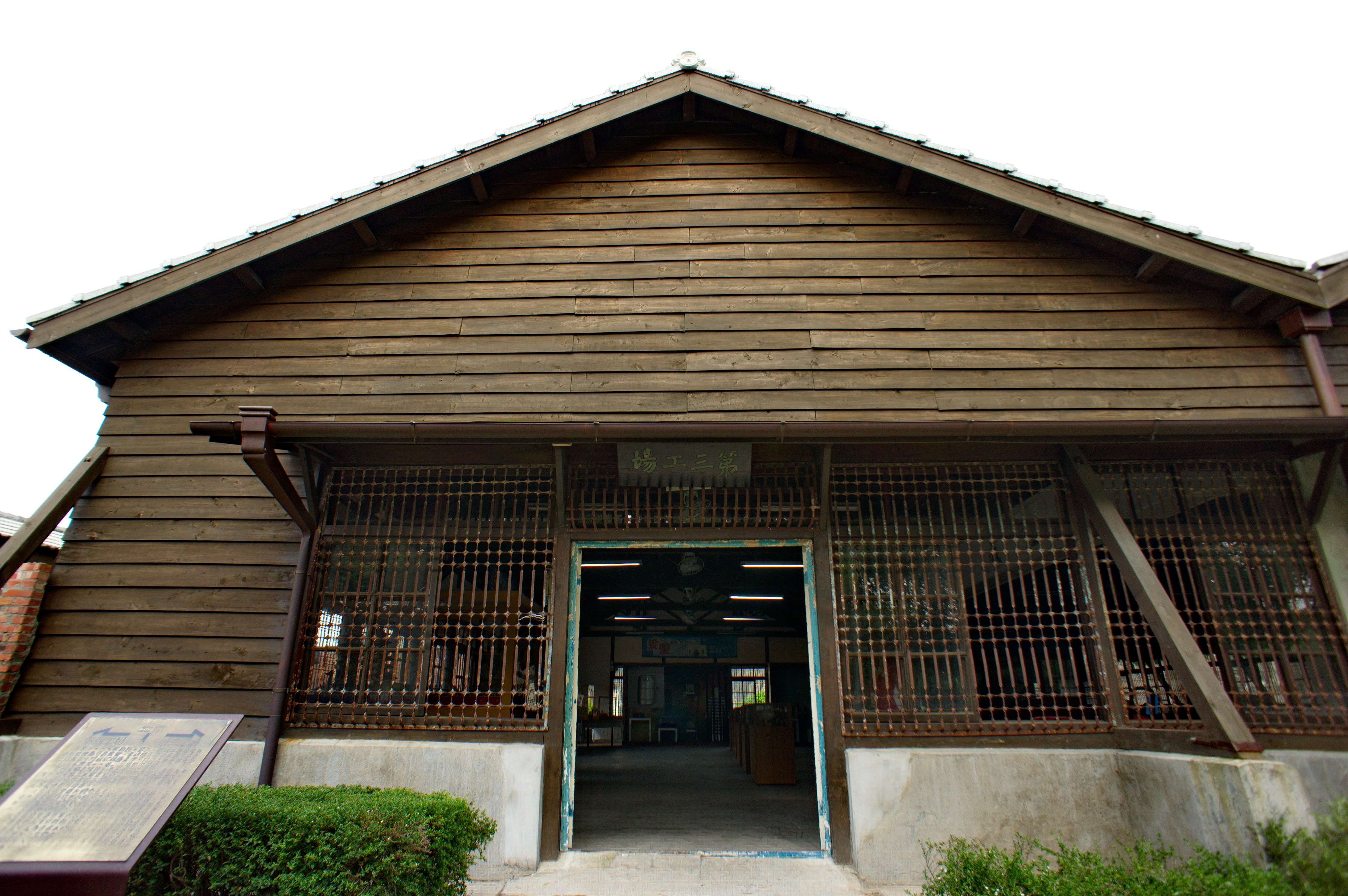
第三工場
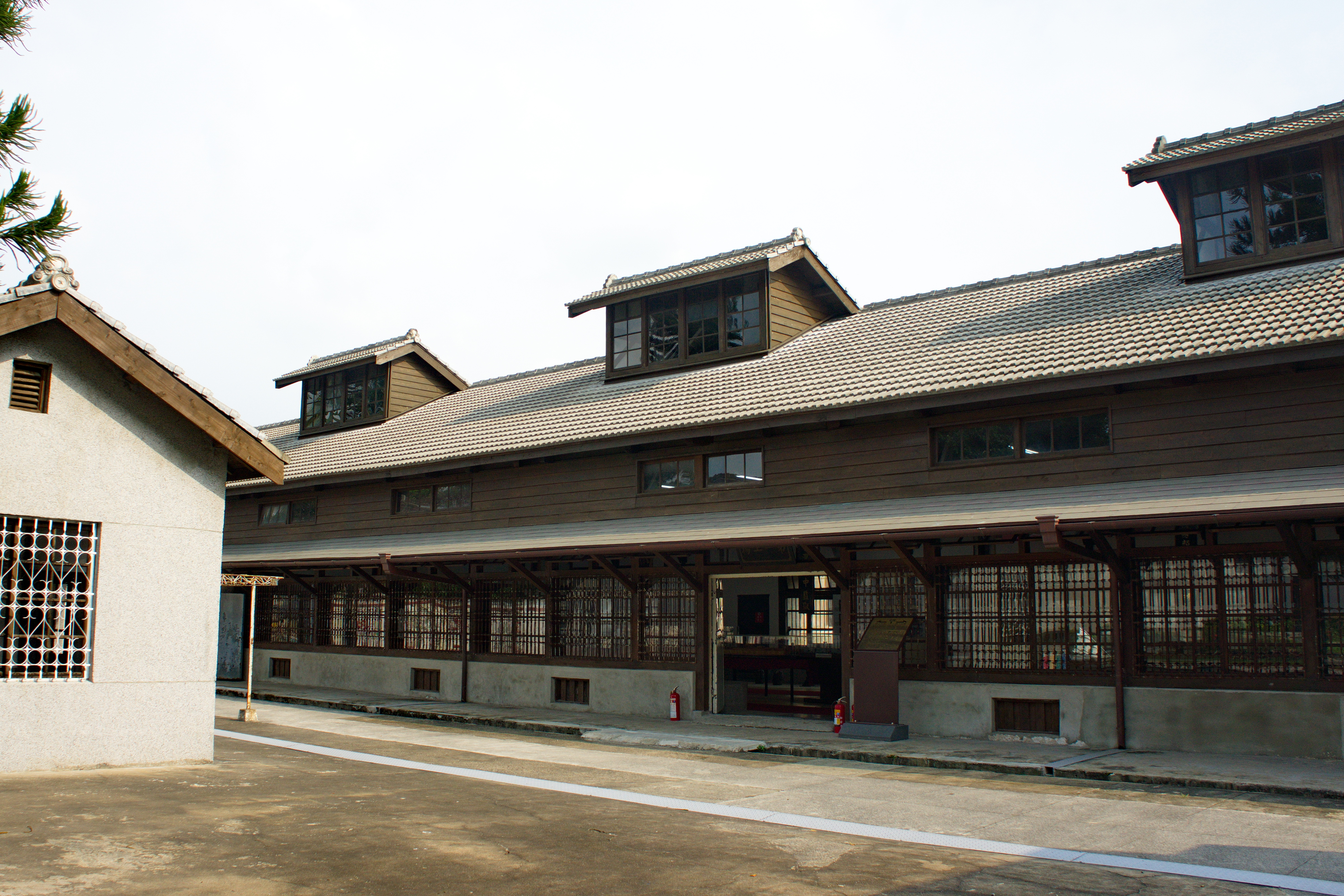
工場

### 平面配置
嘉義舊監獄現面積約3.66公頃，在平面配置上為賓夕法尼亞制度（單獨監禁制度）放射狀系統，是大日本帝國源自提倡現代化而參照西方早期監獄的範例，特徵為中軸線設有一座扇形臺，來管理周圍呈手掌狀放射出去的囚房，具有方便監所人員有效地監控受刑人功能。
舊監獄的行政區域約有402.37平方公尺，曾歷經多次整修與空間機能之調整，在監內其他區域設置不同的辦公處所，如典獄長室、會議室、秘書室、人事室等單位。

### 設施

#### 中軸線及囚室
嘉義舊監獄現存的28座建築群中，擁有多種構造類型建築，包括木造、磚木造、加強磚造、RC造等。它們的門窗壁板大多均為臺灣扁柏、紅檜和杉木等天然材料製成。監獄的入口處裝飾著石材，形成宏偉的玄關。一進入內部，首先是前庭，然後是行政樓，再往內則是中央台。在中央台的上方設有一個佛龕，1938年9月號《臺灣刑務月報》提及曾於中央見張所（即現中央台）集中受刑人在佛壇前祭祀，佛龕的安置，係做為受刑人教化之用。。中央台周圍連接著三條放射狀的男監舍，它們分別命名為智、仁、勇三舍。
這些監舍的上方設有空中巡邏道，主要用於巡視修繕通道、進行安全檢查以及監控受刑人舍房內的動態。男受刑人接見室位於中央台的左後側，而女受刑人接見室則位於婦育館大門的右側。
男監內排列著一間間囚室，這些囚室配備有木門、門鎖、監視孔、送飯孔、透風菊狀窗以及黑鐵條窗框。天花板上設有空中巡邏道，供監獄人員在上方監視受刑人通道的情況。女監曾被稱為「婦育館」，與男監舍房以一道牆區隔，各自獨立管理。唯一的不同之處在於女監設有一個專門的育嬰室，用於照顧小孩。此外，病舍和醫療診間均位於仁舍舍房的後端。

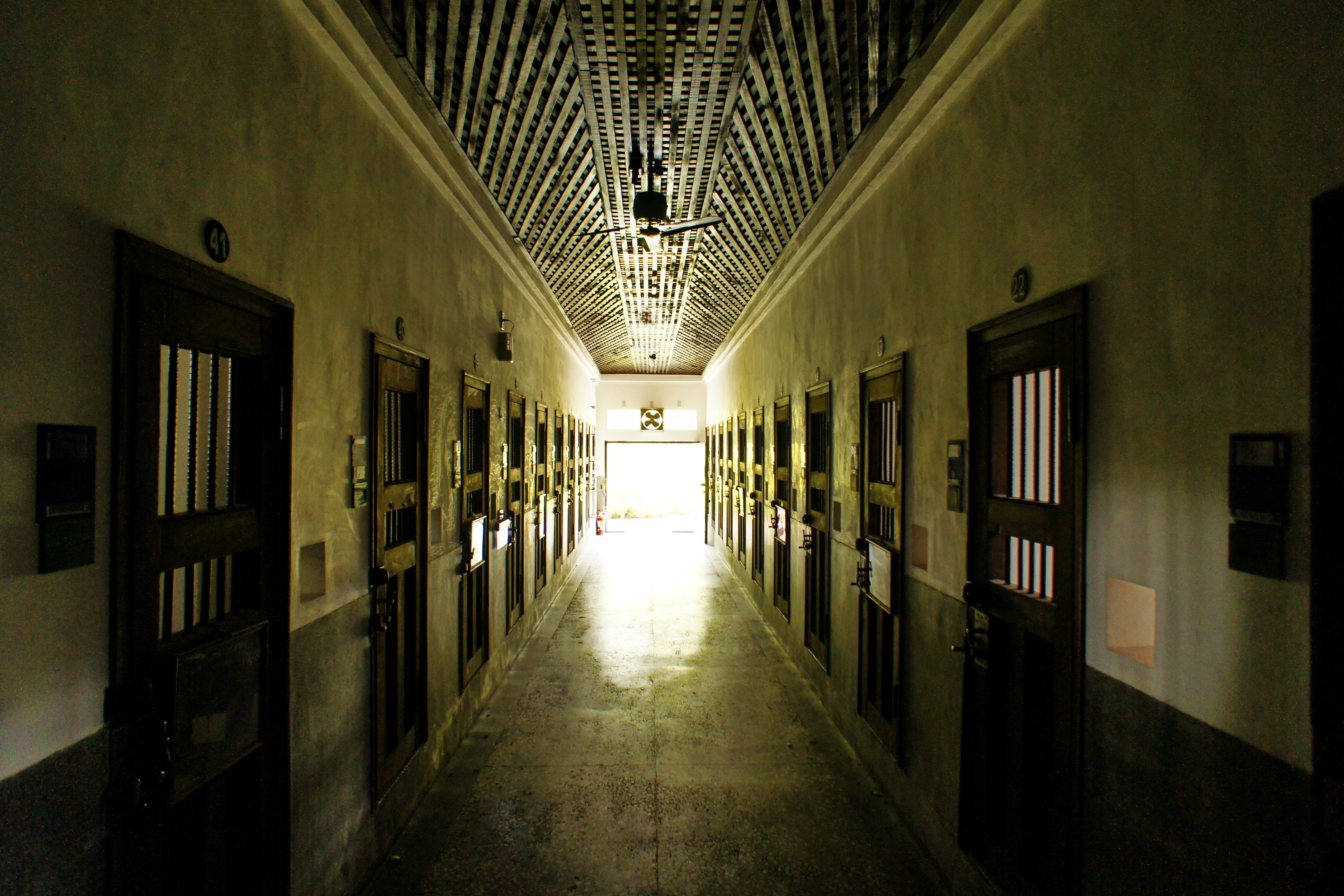
志舍
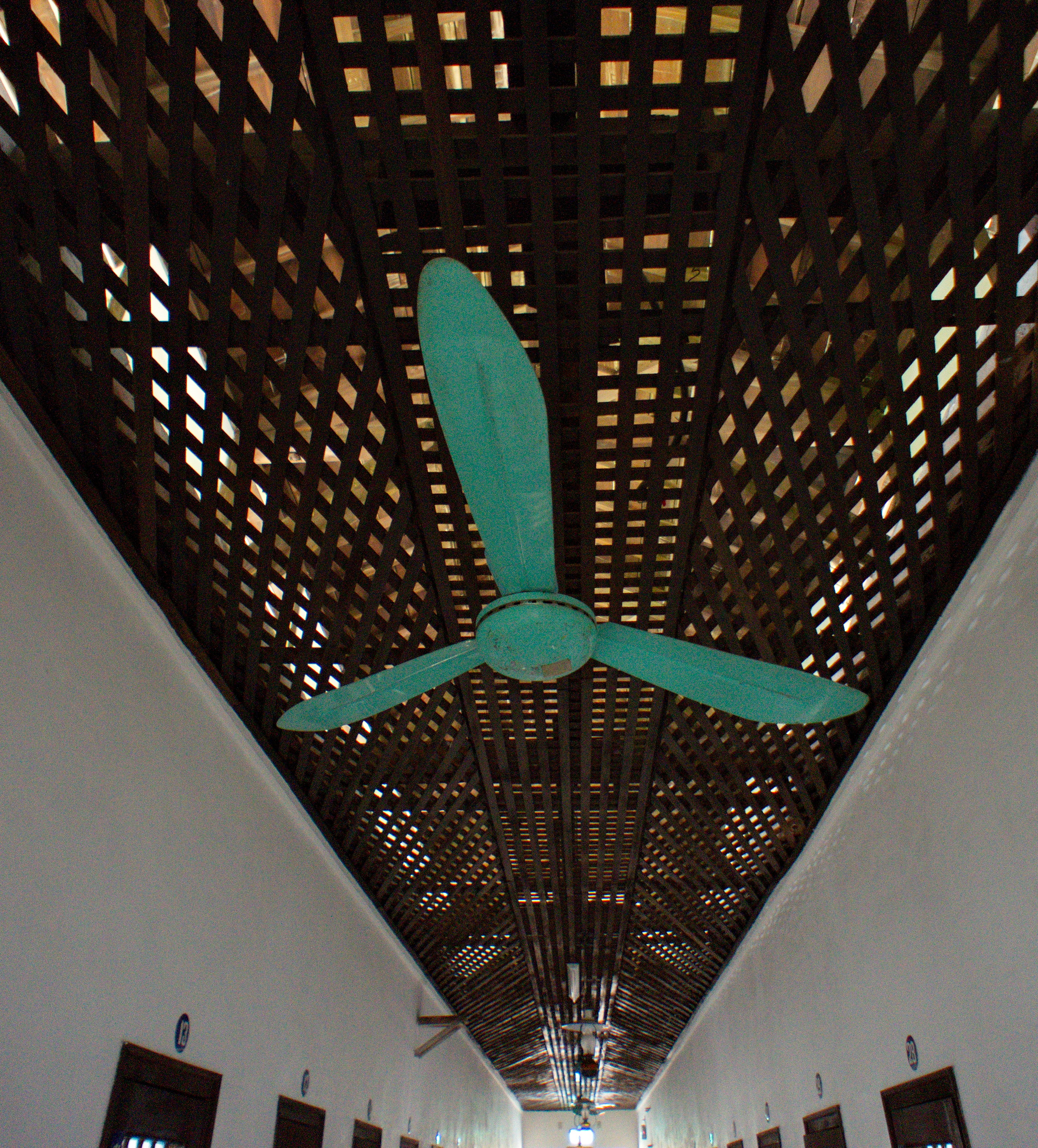
監獄區天花板上方的巡邏走廊
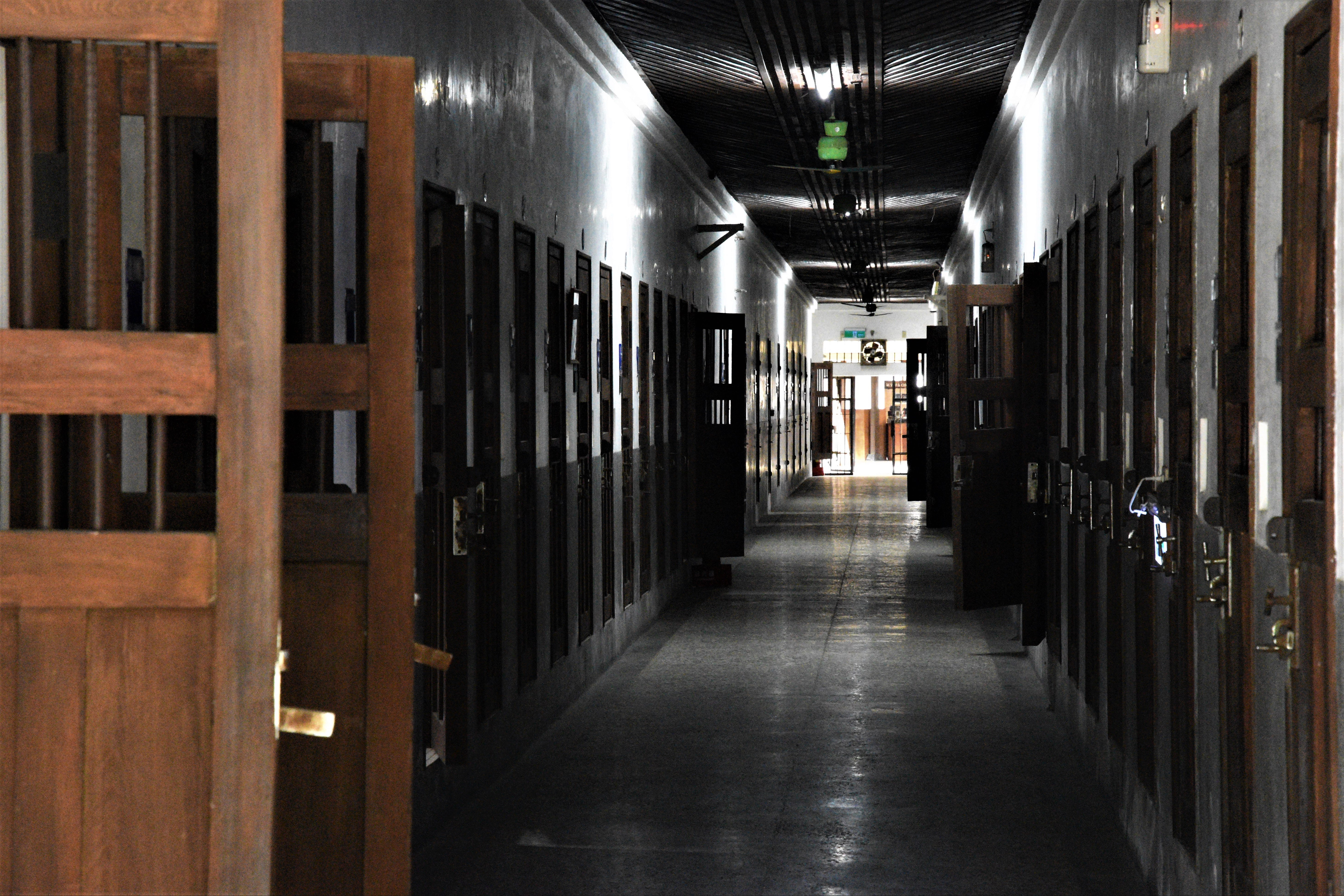
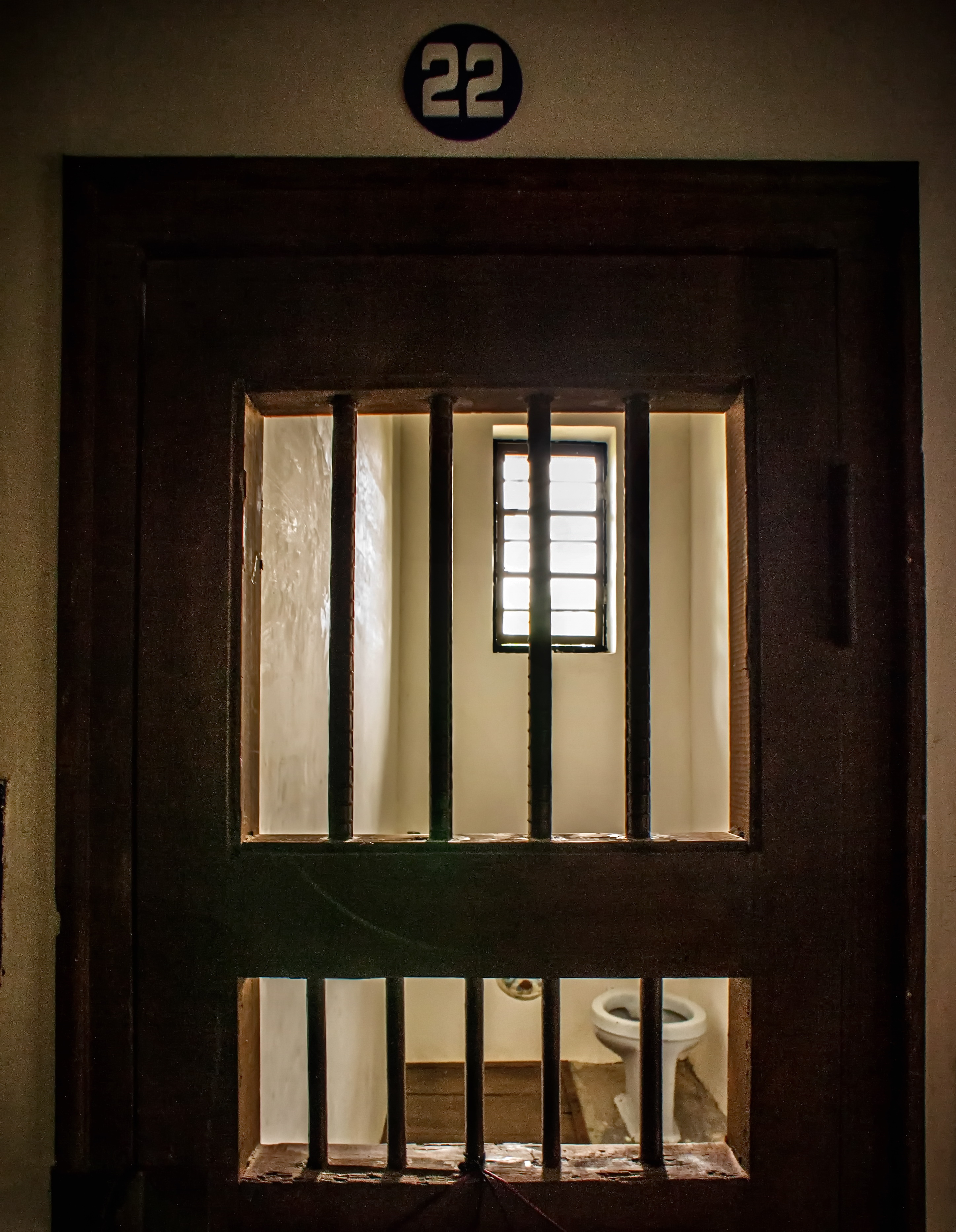
牢房

#### 工場
除此之外，嘉義舊監獄還包括了第一到第四工場設施。最初，第一和第二工場是一個完整的木造結構建築，後來根據業務需要逐步進行了劃分。曾一度被用作用餐空間。第三和第四工場則是受刑人的工作區域。第三工場是唯一一座內部采用鋼筋混凝土樑柱結構的建築，而第四工場則設有高窗和太子樓的設計，以滿足通風散熱和採光等需求。
此外，監獄還包括了日新堂、炊場、女監舍房以及在監獄後方的兩座崗哨。還設有一個農場區，分為內部農場和外部農場。然而，外部農場目前已經改建為臺灣嘉義地方檢察署和臺灣嘉義地方法院。

## 交通資訊
嘉義市公車
| 路線                    | 業者     | 行先                                            | 停靠站              |
| ----------------------- | -------- | ----------------------------------------------- | ------------------- |
| 光林我嘉線（黃線）      | 國光客運 | 港坪運動公園—蘭潭                               | 國定古蹟-嘉義舊監獄 |
| 光林我嘉線支線（黃A線） | 國光客運 | 港坪運動公園—東洋新村1                          | 國定古蹟-嘉義舊監獄 |
| 樂活1路                 | 捷乘交通 | 濟美仁愛之家—榮民醫院長照點                     | 嘉大林森校區        |
| 樂活9路                 | 捷乘交通 | 榮民醫院長照點—東洋新村--泰勒瓦莊園（僅限預約） | 嘉大林森校區        |

嘉義縣市區公車
| 路線 | 業者       | 行先          | 停靠站       |
| ---- | ---------- | ------------- | ------------ |
| 101  | 嘉義縣公車 | 大雅站—塘興村 | 嘉大林森校區 |

公路客運
| 編號 | 經營業者   | 乘車站名     | 行先        | 備註                                     |
| ---- | ---------- | ------------ | ----------- | ---------------------------------------- |
| 7312 | 嘉義縣公車 | 嘉大林森校區 | 嘉義—溪心寮 | 部份班次繞駛嘉義市學區                   |
| 7313 | 嘉義縣公車 | 嘉大林森校區 | 嘉義—溪心寮 |                                          |
| 7319 | 嘉義縣公車 | 嘉大林森校區 | 嘉義—番路   |                                          |
| 7321 | 嘉義縣公車 | 嘉大林森校區 | 嘉義—松腳   | 部份班次繞駛嘉義市學區、竹崎高中等       |
| 7323 | 嘉義縣公車 | 嘉大林森校區 | 嘉義—梅山   | 部份班次繞駛嘉義市學區、竹崎高中、內埔等 |

## 外部連結
- 國定古蹟嘉義舊監獄－官方網站 （页面存档备份，存于）
- 嘉義舊監獄暨宿舍群 - 國家文化記憶庫 （页面存档备份，存于）
- 嘉義舊監獄暨宿舍群 - 文化部iCulture （页面存档备份，存于）
- 被遺忘的角落－嘉義舊監獄（页面存档备份，存于）